# Calymma communimacula
Calymma communimacula ist ein Schmetterling (Nachtfalter) aus der Familie der Eulenfalter (Noctuidae).

## Merkmale

### Falter
Die Flügelspannweite der Falter beträgt etwa 18 bis 24 Millimeter. Damit gehören sie zu den kleineren Eulenfaltern. Die Grundfarbe der Vorderflügel zeigt helle rosa Tönungen, wobei sich das Saumfeld etwas dunkler abhebt. Von der Mitte des  Hinterrandes erstreckt sich ein großer, auffälliger, weinroter bis rotbrauner, halbelliptischer Fleck bis etwa zur Flügelmitte. Von diesem Merkmal leitet sich auch der wissenschaftliche Name der Art vom lateinischen communis = „gemeinsam“ und macula = „Fleck“ ab, da sich im Sitzen die beiden Innenrandflecke zu einem gemeinsamen Muster vereinigen. Die zeichnungslosen Hinterflügel sind weißlich und mit einem leichten rosa Schimmer versehen. Die Fransen sind sehr lang und entsprechen farblich weitestgehend den jeweiligen Flügeln.

### Raupe
Die Raupen sind kurz und schwarzbraun gefärbt. Ihre rötlichen Bauchbeine sind rudimentär. Der sehr kleine Kopf ist schwarzbraun, die Stigmen rot.

## Geographische Verbreitung und Lebensraum
Die Art ist in Mittel- und Südeuropa nur sehr lokal verbreitet und meist selten. Sie kommt auch von der Türkei bis Transkaukasien und den Mittleren Osten vor. Calymma communimacula ist an warmen, trockenen Stellen anzutreffen.

## Lebensweise
Hauptflugzeit der tag- und nachtaktiven Falter sind die Monate Juli und August. Nachts besuchen sie auch künstliche Lichtquellen. Die Raupen leben auf Obstbäumen, fressen jedoch keine Pflanzenteile, sondern ernähren sich entomophag. So saugen sie Schildläuse (Coccoidea) aus und fertigen sich aus deren leeren Hüllen ein schützendes Gehäuse. Sie verpuppen sich in einem Gespinst am Baumstamm.